# Смоляков Лазар Абрамович
Лазар Абрамович Смоляков (1897 — розстріляний 1920, біля міста Мелітополь, тепер Запорізька область) — радянський діяч, член Центрального Виконавчого комітету Рад України, заступник народного секретаря фінансів. Кандидат у члени ЦК КП(б)У в жовтні 1918 — березні 1919 р.

## Біографія
Народився в єврейській родині на території сучасної Білорусі. Працював службовцем банку в Харкові.
Член РСДРП(б) з 1913 року. Партійний псевдонім — Лазар. Вів підпільну революційну роботу.
Після Лютневої революції 1917 року — учасник створення газет «Пролетарий» і «Донецкий пролетарий». У 1917 році вів роботу по створенню Рад на Донбасі.
З грудня 1917 — член Центрального Виконавчого комітету Рад України, заступник народного секретаря фінансів і член Колегії Народного секретарства військових справ. У 1918 році брав участь у боях з військами Центральної ради під Полтавою, потім працював на підпільній роботі в Харкові та Одесі.
У 1919 році брав участь у відновленні більшовицької влади у Харкові та на Донбасі, працював заступником голови Донецького губернського виконавчого комітету.
У 1919—1920 роках — політичний працівник 14-ї армії РСЧА, військовий комісар 138-ї бригади 46-ї стрілецької дивізії, яка воювала з військами Добровольчої армії генерала Денікіна у районах Полтави, Сум, Лозової, Бердянська.
У липні 1920 року страчений військами отамана Махна в районі Мелітополя.